# Cúmul del Trapezi
El cúmul del Trapezi és un cúmul obert d'estrelles que es troba al centre de la nebulosa d'Orió, a la constel·lació d'Orió. Fou descobert per Galileo Galilei. El 4 de febrer de 1617 descobrí tres estrelles (A, C, D), però no veié la nebulositat dels voltants. El quart component (B) fou identificat per diferents observadors el 1673, i més components s'anaren descobrint posteriorment, fins a 8 al 1888. Posteriorment es determinà que algunes de les estrelles eren binàries. Amb un telescopi d'aficionat de 5 polzades es poden observar les sis estrelles baix en bones condicions d'observació.
El trapezi és un cúmul relativament jove format directament fora de la nebulosa progenitora. Les cinc estrelles més brillants són de l'ordre de 15-30 masses solars. Tenen un diàmetre de 1.5 anys llum i són les responsables de la major part de la il·luminació dels voltants de la nebulosa. El Trapezi podria ser un subcomponent del cúmul més grans de la nebulosa d'Orió, una associació d'unes 2.000 estrelles de diàmetre al voltant dels 20 anys llum.

## Identificació
És molt fàcil d'identificar perquè forma un asterisme de quatre estrelles relativament brillants. Les quatre són sovint identificades com A, B, C i D en ordre creixent d'ascensió recta. L'estrella més brillant de les quatre és C (Theta  1  Orionis C), amb una magnitud aparent de 5,13. Tant A com B han estat identificades com binàries eclipsants.
Les  imatges infraroges del Trapezi són més capaços de penetrar les núvols de pols, i s'han localitzat molts més components estel·lars. Aproximadament la meitat de les estrelles dins de l'agrupació s'ha trobat que contenen discs circumestel·lars en evaporació, el que indica una hipòtesi probable de la formació planetària. A més, les nanes marrons i altres estrelles més han estat identificades.